# داميان أندرسون
داميان أندرسون (بالإنجليزية: Damien Anderson)‏ هو لاعب كرة قدم أمريكية ولاعب كرة القدم الكندية أمريكي، ولد في 17 يوليو 1979 في شيكاغو في الولايات المتحدة.

## وصلات خارجية
- داميان أندرسون على موقع مرجع كرة القدم المحترفة.كوم (الإنجليزية)